# Inaccessibletangara
Inaccessibletangara (Nesospiza acunhae) är en fågel i familjen tangaror inom ordningen tättingar.

## Utbredning och systematik
Arten förekommer endast på Inaccessible Island i södra Atlanten. Den delas vanligen in i tre underarter med följande utbredning:
- Nesospiza acunhae acunhae – kustnära delarna av ön
- Nesospiza acunhae dunnei – kustnära och östra inre delarna av ön
- Nesospiza acunhae fraseri – inre delarna av ön

Tidigare behandlades smalnäbbad nightingaletangara (Nesospiza questi) som underart till inaccessibletangara och vissa gör det fortfarande.

### Familjetillhörighet
Liksom andra finkliknande tangaror placerades denna art tidigare i familjen Emberizidae. Genetiska studier visar dock att den är en del av tangarorna.

## Status
IUCN kategoriserar arten som sårbar.